# 2013 v hudbě
Tento článek obsahuje události související s hudbou, které proběhly v roce 2013.

## Události
- Festival Glastonbury
- Sound City studios (dokument)
- Jsem slavná, tak akorát (dokument)
- Download Festival (14.–16. června 2013)
- Sonisphere Festival
- All Tomorrow's Parties
- Life Along the Borderline (16. ledna 2013)
- konec kariéry Petra Němce

### Založené skupiny
- Slza

### Obnovené skupiny
- The Boomtown Rats
- Black Flag
- Grinderman (pouze jeden koncert)
- Family (pouze jeden koncert)

## Vydaná alba

### Česká hudební alba

#### Leden
| Den | Album                       | Umělec                                     | Poznámky |
| --- | --------------------------- | ------------------------------------------ | -------- |
| 3.  | Délka vteřiny               | Pepa Lábus & spol.                         |          |
| 10. | Jedna noc v odpoledni světa | Will Eifell                                | EP       |
| 14. | Cigareta ve dvou            | Psychedelic Morning                        |          |
| 14. | Android Asteroid            | Android Asteroid                           |          |
| 18. | Metamorfózy                 | Vilém Veverka                              |          |
| 18. | Konec ptačích árií          | Karel Gott                                 | 3CD      |
| 18. | Zabili trafikantku          | Jiří Dědeček                               | reedice  |
| 21. | Blood Sings                 | Jaromír Honzák feat. Sissel Vera Pettersen |          |
| 24. | Live Nu Spirit Club         | Tornádo Lue                                |          |
| 25. | Blues Jeans                 | Ray Band                                   |          |
| 25. | Swing Is Back               | Jan Smigmator                              |          |
| 31. | Nešišlej!                   | Amálka K. Třebická                         |          |
|     | Ostravské nebe              | Acoustic Irish                             |          |

#### Únor
| Den | Album                      | Umělec                                | Poznámky                                                                                                |
| --- | -------------------------- | ------------------------------------- | --- |
| 7.  | Human Factory              | Lady DragonFly                        | |
| 8.  | Flashback                  | Vladimir 518                          | |
| 12. | Krásný ztráty              | Tafrob                                | |
| 15. | Freak Show                 | Fru Fru                               | |
| 16. | Desire City / Not This Way | Houpací koně a Please The Trees       | split singl                                                                                             |
| 18. | Oceloví ptáci              | Totální nasazení                      | |
| 18. | A kdy už tam budem?        | Pískomil se vrací!                    | |
| 18. | Brněnský Beatfest Live     | různí                                 | |
| 18. | 70                         | Jiří Zmožek                           | 3CD+DVD                                                                                                 |
| 20. | Polski film (soundtrack)   | Midi lidi                             | |
| 21. | Kdybych já věděl...        | Docuku                                | |
| 22. | Solitéři                   | různí                                 | |
| 22. | Shutdown                   | Stromboli                             | reedice                                                                                                 |
| 22. | Jubilejní edice 1987–2012  | Stromboli                             | album, které vyšlo 21.5.2012, vyšlo na LP                                                               |
| 22. | Midnight Desert            | November 2nd                          | reedice + bonusové EP                                                                                   |
| 25. | Alter ego                  | Vlastimil Třešňák & Temporary Quintet | limitovaná edice obsahuje navíc LP a originální číslovanou fotografii od Vlastimila Třešňáka ze 70. let |
| 28. | Resist Dance               | Ohm Square                            | EP |
|     | Wo bist du?                | Vobezdud                              | |

#### Březen
| Den | Album                                              | Umělec                                | Poznámky     |
| --- | -------------------------------------------------- | ------------------------------------- | ------------ |
| 1.  | Ministerstvo pro místní rozvoj                     | Gambrz Reprs                          |              |
| 4.  | Tancuj zbožně                                      | Michal Penk                           |              |
| 4.  | Live in Palác Akropolis                            | Matěj Ptaszek a Dobré ráno blues band |              |
| 6.  | Kosa na duši                                       | Slum                                  |              |
| 6.  | Proměna                                            | Milli Janatková                       |              |
| 7.  | Meziplanetární soustavy                            | 27                                    |              |
| 8.  | Iva Bittová                                        | Iva Bittová                           |              |
| 8.  | Happiness of Postmodern Age                        | Monkey Business                       |              |
| 8.  | Oheň                                               | Lucie Vondráčková                     |              |
| 8.  | Spolu (Duety 1995–2013)                            | Petr Muk                              |              |
| 8.  | Šíleně smutná princezna (soundtrack)               | Jan Hammer                            |              |
| 8.  | Běr                                                | Pražský výběr                         | reedice      |
| 8.  | ...se nezbláznil & Poločas rozpadu                 | Petr Skoumal                          | reedice, 2CD |
| 8.  | Best Of                                            | Michal Penk                           |              |
| 11. | Zpěvy u klavíru                                    | Jan Burian                            |              |
| 15. | Jubileum                                           | Dalibor Janda                         | 3CD          |
| 18. | Milokraj                                           | Marta Töpferová & Tomáš Liška         |              |
| 18. | I Am You                                           | Iamme Candlewick                      |              |
| 22. | KUB 59 & Červeným vrchem                           | Ladě                                  | reedice      |
| 25. | Fairytapes                                         | Skyline                               |              |
| 25. | Umělci na sňůře                                    | Fleret                                |              |
| 28. | Na srazu intelektuálů v Poteči nikomu néni do řeči | Ciment                                |              |

#### Duben
| Den | Album                                     | Umělec                            | Poznámky |
| --- | ----------------------------------------- | --------------------------------- | -------- |
| 1.  | Best Of                                   | BoyBand                           |          |
| 2.  | Živě v chlívě                             | Tyršova společnost                |          |
| 3.  | Dawntempo                                 | Xavier Baumaxa                    | 2CD      |
| 5.  | Čtyřlístek ve službách krále (soundtrack) | Ondřej Soukup                     |          |
| 12. | 15                                        | Divokej Bill                      |          |
| 12. | Na trati                                  | Roman Horký & Pozdní sběr         |          |
| 15. | Love, Logic & Will                        | Debbi                             |          |
| 15. | Jsme starý jako děti                      | Oskar Petr                        |          |
| 15. | EP                                        | Strangers in the City             |          |
| 17. | Údolí sviní                               | Aleš Brichta Project              |          |
| 18. | Zatím dobrý                               | Dark Gamballe                     |          |
| 19. | Challenge Gravity                         | No Distance Paradise              |          |
| 19. | Zlatá kolekce                             | Pavel Šporcl                      | 3CD      |
| 25. | Příběhy podle Brabence                    | Burgtheater a Vratislav Brabenec  |          |
| 25. | Létání je snadné                          | Vratislav Brabenec a Joe Karafiát |          |
| 29. | Večerní máj, byl lásky čas                | různí                             |          |
| 30. | Byl pozdní večer, první máj               | různí                             |          |
| 30. | Pohled do ulice                           | Eskamotër (Slávek Hamaďák)        |          |
|     | Jazz na Hradě                             | Štveráček Quartet & Fečo Family   |          |
|     | Životy? Nebo bludné kruhy?                | DG 307                            |          |
|     | Ogari                                     | Ogari                             |          |

#### Květen
| Den | Album                                   | Umělec                                  | Poznámky                                  |
| --- | --------------------------------------- | --------------------------------------- | ----------------------------------------- |
| 1.  | Radio                                   | Kittchen                                |                                           |
| 2.  | Líná hudba holý neštěstí                | Tři sestry                              |                                           |
| 3.  | 50 let hraju rock!                      | Katapult                                | 2CD                                       |
| 3.  | Radegast                                | Citron                                  | reedice                                   |
| 9.  | Zpívání z Horňácka                      | různí                                   | reedice + bonus CD Došli sme k vám (1996) |
| 10. | Znovu                                   | Jazz Q                                  |                                           |
| 10. | Můj dým                                 | Petr Spálený                            |                                           |
| 10. | Platinum Collection                     | Visací zámek                            | 3CD                                       |
| 14. | Singles Collection                      | Tereza Kerndlová                        |                                           |
| 15. | Idiot                                   | Vladimir 518                            |                                           |
| 15. | Reduta Blues                            | Vladimír Mišík a Miroslav Kovářík       |                                           |
| 17. | One Man Blues                           | Luboš Andršt                            |                                           |
| 17. | Artefakty                               | post-hudba                              |                                           |
| 17. | O2 arena 2012                           | Karel Gott                              | 2DVD                                      |
| 17. | Můj ročník 47                           | Wabi Daněk                              | 2CD                                       |
| 17. | Největší hity                           | Leona Machálková                        |                                           |
| 20. | Milostný slabiky                        | Monika Načeva a Justin Lavash           |                                           |
| 21. | Atomová včela                           | WWW                                     |                                           |
| 23. | Za čest a pro slávu                     | Lucrezia Borgia                         |                                           |
| 23. | Superstar 2013                          | různí                                   |                                           |
| 24. | In Songs About Her                      | Memphis                                 |                                           |
| 24. | Tenkrát                                 | Jaromír Nohavica                        |                                           |
| 27. | Písničky kluka BomBarďáka               | BomBarďák                               |                                           |
| 29. | Tomáš Palucha / Unkilled Worker Machine | Tomáš Palucha / Unkilled Worker Machine |                                           |
| 30. | Celkem jiná                             | Gabriela Gunčíková                      |                                           |
| 31. | Sporcelain Live on Air                  | Pavel Šporcl                            |                                           |
|     | Tomu, kdo nás má rád                    | Václav Neckář a Bacily                  | reedice                                   |
|     | Balady nejen Villonovy                  | Quanti minoris                          |                                           |

#### Červen
| Den | Album                              | Umělec                                   | Poznámky                     |
| --- | ---------------------------------- | ---------------------------------------- | ---------------------------- |
| 1.  | Tablo(nd)                          | Markéta Konvičková                       |                              |
| 4.  | Johoho                             | Skrytý půvab byrokracie                  |                              |
| 5.  | Laktační psychóza                  | Mateřská.com                             |                              |
| 5.  | Filantropní stroj                  | Ruce naší Dory                           |                              |
| 6.  | Žena na pouti                      | Hrochansony                              |                              |
| 7.  | Hybš hraje Ježka                   | Václav Hybš                              |                              |
| 7.  | Je nám pade!                       | Kamarádi táborových ohňů                 | 2CD                          |
| 7.  | Best of 3                          | Daniel Landa                             | 2CD                          |
| 9.  | RRRRRRRR                           | Tomáš Vtípil a FAQ                       |                              |
| 13. | Časosběr                           | Pepa Malina                              |                              |
| 14. | Vážná hudba                        | Prago Union                              |                              |
| 14. | Hity a city                        | Tata Bojs                                | 2CD                          |
| 15. | Nic ze života                      | Jakub Tichý                              |                              |
| 16. | Kdo jsi byl a kdo budeš            | In Touch                                 |                              |
| 17. | Nězachoď slunečko                  | Jitka Šuranská                           |                              |
| 18. | Ej, ženy, ženy, poradteže mi       | Veronika Malatincová & Musica Folklorica |                              |
| 21. | Moon Dreamer                       | Tommy Indian                             |                              |
| 21. | První tři                          | České srdce                              | 2CD, reedice prvních tří alb |
| 24. | All My Love                        | Lenny                                    | EP                           |
| 25. | This Is The End of The RockAndRoll | Antoines                                 |                              |
| 30. | Berenika Meets Jazz                | Berenika Kohoutová                       |                              |
| 30. | Guitar & Forest                    | Jan Žamboch                              |                              |
|     | Fajne-Mjesto                       | René Souček                              |                              |

#### Červenec
| Den | Album                    | Umělec                                       | Poznámky |
| --- | ------------------------ | -------------------------------------------- | -------- |
| 4.  | Tayna                    | Ľubica Christophory a Martin Evžen Kyšperský |          |
| 4.  | Rosa coeli               | Vladimír Veit                                |          |
| 4.  | Chovám v kleci bolševika | Aktual a Milan Knížák                        |          |
| 9.  | Revival (soundtrack)     | různí                                        |          |
| 9.  | CPR Electrio             | CPR Electrio                                 |          |
| 19. | Nic není na stálo        | David Koller                                 | reedice  |

#### Srpen
| Den | Album                   | Umělec        | Poznámky               |
| --- | ----------------------- | ------------- | ---------------------- |
| 2.  | Hands                   | Never Sol     | singl, pouze digitálně |
| 8.  | Purpura Echo            | Sousedi       |                        |
| 12. | Eldorado                | Ty syčáci     |                        |
| 12. | Slovácká epopej         | Mucha         |                        |
| 20. | Soundtrack              | Fatte         |                        |
| 21. | Druhá máma              | Condurango    |                        |
| 22. | Krátkovlasá čembalistka | Tady To Máš   |                        |
| 23. | Gone                    | Floex         | EP                     |
| 30. | Ve tvý skříni           | ille          |                        |
|     | Sloky o pozdním létě    | Bellevue      |                        |
|     | Tanečnice               | Do větru      |                        |
|     | Neurodistance System    | Saturn United |                        |

#### Září
| Den | Album                                                                 | Umělec                           | Poznámky |
| --- | --------------------------------------------------------------------- | -------------------------------- | -------- |
| 6.  | Belleville                                                            | Bára Basiková                    |          |
| 9.  | Upgrade                                                               | Gipsy.cz                         |          |
| 11. | Moby Dick                                                             | James Cole                       |          |
| 13. | Melancholie                                                           | Štefan Margita                   |          |
| 13. | Muzikál Mauglí – Jsme jedné krve                                      | různí                            |          |
| 13. | …all the Best                                                         | Hudba Praha                      |          |
| 16. | Best of 1983–2013 / 30 let Švihadlo                                   | Švihadlo                         |          |
| 20. | Schubert: Smyčcový kvartet č. 14 d moll "Smrt a dívka", Kvintet C dur | Pavel Hass Quartet               |          |
| 20. | My Violin Legends                                                     | Pavel Šporcl                     |          |
| 20. | Ve starém městě                                                       | Prouza                           |          |
| 20. | 20 let v síti                                                         | Chinaski                         | 2CD      |
| 27. | Under Quiet                                                           | Never Sol                        |          |
| 27. | Čauki Mňauki                                                          | Nightwork                        |          |
| 27. | Sliby & lži                                                           | Škwor                            |          |
| 27. | Zlatá kolekce 1957–2010                                               | Hana Hegerová                    | 3CD      |
| 30. | 4                                                                     | Eggnoise                         |          |
| 30. | Psí hodinář                                                           | Daniel Fikejz                    |          |
| 30. | Šeptající nebe nad lesem plným hvězd                                  | Moimir Papalescu a Petr Venkrbec |          |
|     | Truth Behind The Message                                              | Szkrat                           | EP       |
|     | LP                                                                    | Or                               | LP       |

#### Říjen
| Den | Album                                | Umělec                       | Poznámky |
| --- | ------------------------------------ | ---------------------------- | -------- |
| 1.  | Krrrva!                              | Stinka                       |          |
| 1.  | Střepy                               | Rest a DJ Fatte              |          |
| 2.  | Hangover                             | Beatbustlers                 |          |
| 5.  | Ještě kousek                         | Bára Zmeková                 |          |
| 8.  | Platinum Combo 1990–2013             | Lucie                        | 8 CD     |
| 11. | New Ride                             | Portless                     |          |
| 11. | Pojďme se napít                      | Robert Křesťan & Druhá tráva |          |
| 11. | Bílé Vánoce v opeře: Live            | Lucie Bílá                   | CD+DVD   |
| 11. | Live at Café v lese                  | Lenka Dusilová, Baromantika  |          |
| 11. | Písničky potichu                     | Karel Černoch                |          |
| 11. | Proso                                | Divadlo Járy Cimrmana        | CD+DVD   |
| 11. | Noc Kouzelná / To nejlepší 2013      | Ilona Csáková                |          |
| 11. | Spějme dál! 1930–1942                | Kmochova hudba kolínská      |          |
| 14. | Touhy                                | Helena Vondráčková           |          |
| 14. | Zrození                              | Absolut Deafers              |          |
| 14. | Návrat krále                         | Kreyson                      | CD i LP  |
| 14. | Velký svět                           | Ivo Cicvárek                 |          |
| 14. | Vítám každý nový den                 | Jakub Smolík                 |          |
| 14. | Inzerát tour 2013                    | Kryštof                      | DVD      |
| 18. | Iris                                 | Patricie                     |          |
| 18. | Let Your Body Move                   | Mydy Rabycad                 |          |
| 18. | Trio g moll / Slovanské tance, Dumky | Dvořákovo trio               |          |
| 23. | Sentimentální Němec                  | Jablkoň                      |          |
| 24. | Theodoros                            | Beata Hlavenková             |          |
| 25. | Valerie                              | Imodium                      |          |
| 25. | G2 Acoustic Stage                    | Wohnout                      | CD+DVD   |
| 25. | G2 Acoustic Stage                    | Vypsaná fiXa                 | CD+DVD   |
| 25. | Největší hity 1965–2013              | Václav Neckář                |          |
| 25. | Zlatá kolekce                        | Yvetta Simonová              | 3CD      |
| 29. | Český kalendář                       | Michal Horáček               |          |
| 29. | My Heart Soars Like a Hawk           | Nylon Jail                   |          |
| 29. | Leave a Message                      | Support Lesbiens             |          |
| 31. | Malý kluk                            | Listolet                     |          |

#### Listopad
| Den | Album                                   | Umělec                          | Poznámky |
| --- | --------------------------------------- | ------------------------------- | --- |
| 1.  | Souhvězdí šílenců                       | Olympic                         | |
| 1.  | Bohemia                                 | Burian a Kovaříková             | |
| 1.  | Boombay                                 | Krucipüsk                       | |
| 1.  | Lovu zdar                               | Hm...                           | |
| 1.  | Sedmiranný blues                        | Triga C. K. Vocalu              | |
| 1.  | Láska je nádhera                        | Karel Gott                      | LP vyšlo 6. prosince 2013 |
| 1.  | Újezd 1982                              | OK Band                         | |
| 1.  | Melodie, které nestárnou                | Karel Gott                      | reedice na LP |
| 1.  | Romantika                               | Karel Gott                      | reedice na LP |
| 1.  | Inzerát                                 | Kryštof                         | reedice na LP |
| 3.  | Maratonika                              | Dan Bárta a Illustratosphere    | |
| 7.  | IQ+1                                    | IQ+1                            | |
| 8.  | Opera Betlém                            | Semafor                         | |
| 8.  | Siluety                                 | Mandrage                        | |
| 8.  | Pause                                   | 4Dogs                           | |
| 8.  | Shubidu                                 | Elis                            | |
| 8.  | Magdaléna                               | Jelen                           | EP |
| 8.  | Z kopce                                 | Z kopce                         | reedice |
| 8.  | Zlatá kolekce                           | Karel Svoboda                   | 3CD |
| 10. | Domilováno                              | Vladimír Merta                  | |
| 10. | Zapal dům poraž strom...                | Insania                         | |
| 11. | Šero                                    | Bratři Orffové                  | |
| 11. | Vol. 2                                  | Muff                            | |
| 11. | Rychlejší koně                          | Malina Brothers                 | |
| 11. | Kořeny                                  | Jiří Smrž                       | |
| 11. | Co nám zbejvá (Komplet 1982–1984)       | Precedens                       | |
| 13. | Everest                                 | Houpací koně                    | |
| 13. | V dobrém sme sa zešli                   | Cimbálová muzika Danaj          | |
| 14. | Odložené chlebíčky                      | Prago Union                     | |
| 15. | Čas motýlů                              | Marie Rottrová                  | |
| 15. | Alcatra’n’z                             | Traktor                         | |
| 15. | Křídla Vánoc (soundtrack)               | různí                           | |
| 15. | Suma Sumárum – Best Of (25. výročí)     | Kabát                           | 2CD+DVD |
| 19. | Tlustej chlapeček se včelou v kalhotách | Sto zvířat                      | |
| 20. | SEAT                                    | Vložte kočku                    | |
| 20. | Double Time                             | Titanic                         | |
| 20. | Nasycen                                 | Nasycen                         | |
| 21. | Jak na příšery                          | Čankišou a MALÉhRY              | |
| 21. | Bílý slon                               | Jaroslav Hutka                  | |
| 22. | Pomalé děje                             | Drtikol (hudební skupina)       | |
| 22. | G2 Acoustic Stage                       | Debbi                           | CD+DVD |
| 22. | G2 Acoustic Stage                       | Michal Hrůza                    | CD+DVD |
| 25. | Svetr                                   | Martin Evžen Kyšperský          | |
| 25. | Germanium                               | B4                              | dual disk: na jedné straně audio stopa s aktuálním albem, na druhé straně DVD datová stopa s 15 staršími alby skupiny B4 v mp3 |
| 25. | Live at Lucerna 2012                    | Vojtěch Dyk a B-Side Band       | DVD |
| 26. | Na lože                                 | Kieslowski                      | remixové EP |
| 26. | Řetězem k stromu                        | Zelené koule                    | |
| 27. | Revival Circus                          | Circus Ponorka                  | |
| 28. | Syntax Error                            | Tomáš Vtípil                    | |
| 28. | Antidotum                               | Vanessa                         | |
| 29. | Sorry!                                  | Eddie Stoilow                   | |
| 29. | Komplet 1966–1971                       | Miloslav Šimek a Jiří Grossmann | 17CD |
| 29. | Noc na Karlštejně – Live 2013           | různí                           | |
| 29. | Pět minut snít                          | Michal Tučný                    | 2CD |
|     | Imaginarium                             | První hoře                      | |

#### Prosinec
| Den | Album                            | Umělec                                  | Poznámky |
| --- | -------------------------------- | --------------------------------------- | -------- |
| 1.  | Bílé místo                       | Minnesengři a Pavlína Braunová          |          |
| 1.  | Svědek spálenýho času            | DG 307                                  | 5CD      |
| 6.  | Fighter                          | Lenny                                   | EP       |
| 9.  | Čechomor 25 – Český Krumlov live | Čechomor                                | CD+DVD   |
| 12. | 2013 Remixed                     | Yellow Sisters                          | 2CD      |
| 13. | Concertino Live                  | Lenka Filipová                          | 2CD+DVD  |
| 13. | Údolí ohně                       | Půlnoc                                  |          |
| 13. | Černý kočky mokrý žáby           | Lucie                                   | 2LP      |
| 16. | Country Vánoce                   | Poutníci                                |          |
| 16. | Údolí ohně                       | Půlnoc                                  |          |
| 17. | Pátý pád                         | Slávek Klecandr                         |          |
| 20. | Apokalypsis                      | Tiburtina Ensemble & David Dorůžka Trio |          |
| 29. | Still Standing in the Unknown    | Thom Artway                             | EP       |
|     | Mixle v pixle                    | Vypsaná fiXa                            |          |
|     | Díra                             | Jarabáci                                |          |
|     | Bylo nebylo                      | Martin Rous                             |          |

### Zahraniční hudební alba
- Lady from Shanghai (Pere Ubu)
- Britney Jean (Britney Spears)
- Sacrifice (Saxon)
- Filmworks XXV: City of Slaughter/Schmatta/Beyond the Infinite (John Zorn)
- Lemma (John Zorn)
- Tap: Book of Angels Volume 20 (Pat Metheny / John Zorn)
- "@" (John Zorn & Thurston Moore)
- The Mysteries (John Zorn)
- Dreamachines (John Zorn)
- On the Torment of Saints, The Casting of Spells and the Evocation of Spirits (John Zorn)
- Shir Hashirim (John Zorn)
- In Lambeth: Visions from the Walled Garden of William Blake (John Zorn)
- Oddfellows (Tomahawk)
- Global Warming : Meltdown (Pitbull)
- Delta Machine (Depeche Mode)
- Love Lust Faith + Dreams (Thirty Seconds to Mars)
- People, Hell and Angels (Jimi Hendrix)
- Target Earth (Voivod)[1]
- Opposites (Biffy Clyro)
- Push the Sky Away (Nick Cave and the Bad Seeds)
- Straight Out of Hell (Helloween)
- Arc (Everything Everything)
- Adam Ant Is the Blueblack Hussar in Marrying the Gunner's Daughter (Adam Ant)
- I Am Not a Human Being II (Lil Wayne)
- Old Sock (Eric Clapton)
- Unstoppable Momentum (Joe Satriani)
- Now What?! (Deep Purple)
- Hubcap Music (Seasick Steve)
- Sempiternal (Bring Me the Horizon)
- Nothing But The Beat Ultimatum (David Guetta)
- The Raven That Refused to Sing (And Other Stories) (Steven Wilson)
- Hits of the South (Charlie Daniels Band)
- Steelhammer (U.D.O.)
- Nemesis (Stratovarius)
- Paramore (Paramore)
- To Beast or Not to Beast (Lordi)
- Frequency Unknown (Queensrÿche with Geoff Tate)
- Queensrÿche (Queensrÿche with Todd La Torre)
- 13 (Black Sabbath)
- Super Collider (Megadeth)
- Jazz-Iz-Christ (Serj Tankian)
- Orca (Serj Tankian)
- Bula Quo! (Status Quo)
- The Devil Put Dinosaurs Here (Alice in Chains)
- All Hell Breaks Loose (Black Star Riders)
- Dancer and the Moon (Blackmore's Night)
- Colours in the Dark (Tarja)
- willpower (will.i.am)
- Impermanent Resonance (James LaBrie)
- Spirits of the Western Sky (Justin Hayward)
- Hesitation Marks (Nine Inch Nails)
- MGMT (MGMT)
- Imitations (Mark Lanegan)
- Superorganism (Mickey Hart Band)
- The Diving Board (Elton John)
- The Last Ship (Sting)
- Seesaw (Beth Hart & Joe Bonamassa)
- An Acoustic Evening at the Vienna Opera House (Joe Bonamassa)
- Sequel to the Prequel (Babyshambles)
- Trouble (Ken Hensley)
- Lightning Bolt (Pearl Jam)
- Dream Theater (Dream Theater)
- ARTPOP (Lady Gaga)
- Aftershock (Motörhead)
- Wrote a Song For Everyone (John Fogerty)
- Halo of Blood (Children of Bodom)
- Still Climbing (Leslie West)
- In a World Like This (Backstreet Boys)
- Technodiktator (Turmion Kätilöt)
- Live... Gathered in Their Masses (Black Sabbath)
- Live at the Cellar Door (Neil Young)
- Africa Express Presents: Maison Des Jeunes (různí)
- Man and Myth (Roy Harper)
- Extended Play (Fleetwood Mac)
- Fun on Earth (Roger Taylor)
- A Feast of Consequences (Fish)
- Last Night on Earth (Lee Ranaldo and the Dust)
- Shangri La (Jake Bugg)
- Paradise Filter (Caravan)
- …Again (Dave Edmunds)
- I'm Beside You (Red Hot Chili Peppers)
- Venomous Rat Regeneration Vendor (Rob Zombie)
- Girl Talk (Kate Nash)
- Live from KCRW (Nick Cave and the Bad Seeds)
- Sound the Alarm (Booker T. Jones)
- Life, Love & Hope (Boston)
- The Terror (The Flaming Lips)
- Forgotten Library (Buckethead)
- Pike 12 (Buckethead)
- Pike 13 (Buckethead)
- Pike 14 (Buckethead)
- Pike 15 (Buckethead)
- Pike 16 (Buckethead)
- Pike 17 (Buckethead)
- Pike 18 (Buckethead)
- Pike 19 (Buckethead)
- Pike 20 (Buckethead)
- Pike 21 (Buckethead)
- Pike 22 (Buckethead)
- Telescape (Buckethead)
- Slug Cartilage (Buckethead)
- Pancake Heater (Buckethead)
- Worms for the Garden (Buckethead)
- Halls of Dimension (Buckethead)
- Feathers (Buckethead)
- Splatters (Buckethead)
- Mannequin Cemetery (Buckethead)
- Pearson's Square (Buckethead)
- Rise of the Blue Lotus (Buckethead)
- Pumpkin (Buckethead)
- Thank you Ohlinger's (Buckethead)
- The Pit (Buckethead)
- Hollowed Out (Buckethead)
- It Smells Like Frogs (Buckethead)
- Twisterlend (Buckethead)
- Pikes (Buckethead)
- Coat of Charms (Buckethead)
- Wishes (Buckethead)
- Rise – Skillet
- Wretched and Divine: The Story of the Wild Ones – Black Veil Brides
- Hail to the King – Avenged Sevenfold
- Prism – Katy Perry

## Úmrtí
- 1. ledna
  - Patti Page, americká zpěvačka (* 8. listopadu 1927)
  - Adrian Bentzon, dánský klavírista (* 2. června 1929)
- 3. ledna – M. S. Gopalakrishnan, houslista (* 10. června 1931)
- 7. ledna – Tom Ebert, americký pozounista (* 19. září 1919)
- 10. ledna
  - George Gruntz, švýcarský klavírista (* 24. června 1932)
  - Franz Lehrndorfer, německý varhaník a skladatel (* 10. srpna 1928)
- 11. ledna – John Wilkinson, kytarista doprovodné skupiny Elvise Presleyho[2]
- 12. ledna – Precious Bryant, americká hudebnice (* 4. ledna 1942)
- 13. ledna – Jiří Popper, český zpěvák (* 22. května 1930)
- 16. ledna – Nic Potter, britský baskytarista (* 18. října 1951)
- 17. ledna – Claude Black, americký klavírista[3] (* 1933)
- 19. ledna – Steve Knight, americký klávesista (* 12. května 1935)
- 25. ledna – Rahn Burton, americký jazzový klavírista (* 10. února 1934)
- 29. ledna – Butch Morris, americký kornetista (* 10. února 1947)
- 30. ledna
  - Patty Andrews, americká zpěvačka, členka skupiny The Andrews Sisters (* 16. února 1918)
  - Ann Rabson, americká bluesová hudebnice (* 12. dubna 1945)
- 1. února
  - Rudolf Dašek, český kytarista (* 27. srpna 1933)
  - Cecil Womack, americký zpěvák (* 25. září 1947)
- 3. února –Oscar Feltsman, ruský hudební skladatel (* 18. února 1921)
- 4. února
  - Reg Presley, britský zpěvák, člen skupiny The Troggs (* 12. června 1941)
  - Donald Byrd, americký trumpetista (* 9. prosince 1932)
  - Pat Halcox, britský trumpetista (* 18. března 1930)
- 5. února
  - Jindřich Šťáhlavský, český zpěvák (* 24. února 1945)
  - Paul Tanner, americký pozounista (* 15. října 1917)
  - Egil Hovland, norský hudební skladatel (* 18. října 1924)
- 11. února – Rick Huxley, britský baskytarista, člen skupiny The Dave Clark Five (* 5. srpna 1940)
- 14. února – Shadow Morton, americký hudební producent a skladatel (* 3. září 1940)
- 15. února – Antonín Kohout, český violoncellista a hudební pedagog (* 12. prosince 1919)
- 16. února
  - Tony Sheridan, britský zpěvák a kytarista (* 21. května 1940)
  - Eric Ericson, švédský dirigent (* 26. října 1918)
- 17. února – Mindy McCready, americká zpěvačka (* 30. listopadu 1975)
- 18. února – Kevin Ayers, britský zpěvák, kytarista a baskytarista, člen skupiny Soft Machine (* 16. srpna 1944)
- 21. února – Magic Slim, americký bluesový kytarista a zpěvák (* 7. srpna 1937)
- 22. února – Wolfgang Sawallisch, německý dirigent a klavírista (* 26. srpna 1923)
- 26. února – Bob Frídl, český zpěvák (* 13. listopadu 1947)
- 27. února
  - Richard Street, americký zpěvák, člen skupiny The Temptations (* 5. října 1942)
  - Van Cliburn, americký klavírista (* 12. července 1934)
- (únor) – Lanier Greig, americký baskytarista, zpěvák a klávesista, člen skupin The Moving Sidewalks a ZZ Top[4]
- 6. března – Alvin Lee, britský zpěvák a kytarista, člen skupiny Ten Years After (* 19. prosinec 1944)
- 12. března – Clive Burr, britský bubeník, člen skupiny Iron Maiden (* 8. března 1957)
- 13. března – Bebo Valdés, kubánský hudebník (* 9. října 1918)
- 15. března – Terry Lightfoot, britský klarinetista (* 21. května 1935)
- 20. března – Emílio Santiago, brazilský zpěvák (* 6. prosince 1946)
- 22. března – Derek Watkins, britský trumpetista (* 2. března 1945)
- 24. března – Deke Richards, americký hudební producent a skladatel (* 8. dubna 1944)
- 27. března – Gordon Stoker, americký hudebník[5]
- 28. března – Hugh McCracken, americký kytarista (* 31. března 1942)
- 30. března – Phil Ramone, americký hudební producent (* 5. ledna 1934)
- 7. dubna – Dwike Mitchell, americký jazzový klavírista (* 14. února 1930)
- 10. dubna – Jimmy Dawkins, americký kytarista a zpěvák (* 24. října 1936)
- 11. dubna – Don Blackman, americký klavírista (* 1. září 1953)
- 18. dubna – Cordell Mosson, americký baskytarista (* 16. října 1952)
- 21. dubna – Chrissy Amphlett, australská zpěvačka (* 25. října 1959)
- 22. dubna – Richie Havens, americký zpěvák a kytarista (* 21. ledna 1941)
- 26. dubna – George Jones, americký zpěvák a kytarista (* 12. září 1931)
- 2. května
  - Eddie Kaye, americký jazzový saxofonista (* 28. prosince 1926)
  - Jeff Hanneman, americký kytarista, člen skupiny Slayer (* 31. ledna 1964)
- 3. května – Cedric Brooks, jamajský saxofonista (* 1943)
- 4. května – Milan Peroutka, bubeník skupiny Olympic (* 19. ledna 1964)
- 7. května – Eric Kitteringham, baskytarista skupiny Taste[6]
- 8. května – Ken Whaley, britský baskytarista (* 5. listopadu 1946)
- 11. května – Ollie Mitchell, americký jazzový trumpetista (* 8. dubna 1927)
- 20. května
  - Ray Manzarek, americký rockový klávesista, člen skupiny The Doors (* 12. února 1939)
  - Anders Eliasson, švédský hudební skladatel (* 3. dubna 1947)
- 21. května – Trevor Bolder, britský rockový baskytarista, člen skupiny Uriah Heep (* 9. června 1950)
- 22. května – Henri Dutilleux, francouzský hudební skladatel (* 22. ledna 1916)
- 23. května – Georges Moustaki, francouzský zpěvák a kytarista (* 3. května 1934)
- 24. května – Ed Shaughnessy, americký jazzový bubeník (* 29. ledna 1929)
- 25. května – Marshall Lytle, americký kontrabasista (* 1. září 1933)
- 28. května – Svatopluk Košvanec, český jazzový pozounista (* 2. ledna 1936)
- 29. května – Mulgrew Miller, americký jazzový klavírista (* 13. srpna 1955)
- 2. června – MickDeth, americký baskytarista (* 9. března 1978)
- 4. června – Ben Tucker, americký jazzový kontrabasista (* 13. prosince 1930)
- 6. června – Bert Wilson, americký jazzový saxofonista (* 15. října 1939)
- 12. června – Johnny Smith, americký jazzový kytarista (* 25. června 1922)
- 13. června – Sam Most, americký jazzový flétnista a saxofonista (* 16. prosince 1930)
- 19. června – Slim Whitman, americký zpěvák (* 20. ledna 1923)
- 23. června – Bobby „Blue“ Bland, americký zpěvák (* 27. ledna 1930)
- 29. června – Paul Smith, americký jazzový klavírista (* 17. dubna 1922)
- 2. července – Bengt Hallberg, švédský jazzový klavírista (* 13. září 1932)
- 3. července – Bernard Vitet, francouzský jazzový trumpetista (* 26. května 1934)
- 16. července
  - Tom Komárek, český hudební publicista (* 28. června 1980)
  - T-Model Ford, americký bluesový zpěvák a kytarista (* počátek dvacátých let)
- 17. července
  - Peter Appleyard, kanadský jazzový vibrafonista (* 26. srpna 1928)
  - Jack-Alain Léger, francouzský hudebník (* 5. června 1947)
- 18. července – Carline Ray, americká jazzová zpěvačka (* 21. dubna 1925)
- 23. července – Dominguinhos, brazilský zpěvák a akordeonista (* 12. února 1941)
- 24. července – Steve Berrios, americký jazzový bubeník (* 24. února 1945)
- 26. července – JJ Cale, americký zpěvák a kytarista (* 5. prosince 1938)
- 28. července – Rita Reys, nizozemská jazzová zpěvačka (* 21. prosince 1924)
- 4. srpna – Tim Wright, americký baskytarista (* 1952)
- 5. srpna – George Duke, americký klávesista (* 12. ledna 1946)
- 8. srpna
  - Jack Clement, americký zpěvák, hudební producent a skladatel (* 5. dubna 1931)
  - Regina Resnik, americká operní pěvkyně (* 30. srpna 1922)
- 9. srpna – Eduardo Falú, argentinský kytarista a hudební skladatel (* 7. července 1923)
- 10. srpna
  - Eydie Gormé, americká zpěvačka (* 16. srpna 1928)
  - Jody Payne, americký hudebník (* 11. ledna 1936)
- 11. srpna – Pepa Streichl, český písničkář (* 8. září 1949)
- 13. srpna – Tompall Glaser, americký country zpěvák (* 3. září 1933)
- 14. srpna – Allen Lanier, americký kytarista a klávesista (* 25. června 1946)
- 15. srpna – Jane Harvey, americká jazzová zpěvačka (* 6. ledna 1925)
- 19. srpna
  - Cedar Walton, americký jazzový klavírista (* 17. ledna 1934)
  - Donna Hightower, americká zpěvačka (* 28. prosince 1926)
- 20. srpna
  - Sathima Bea Benjamin, jihoafrická zpěvačka (* 17. října 1936)
  - Marian McPartland, britská klavíristka (* 20. března 1918)
- 21. srpna – Sid Bernstein, americký hudební promotér (* 12. srpna 1918)
- 2. září – Jarosław Śmietana, polský jazzový kytarista (* 29. března 1953)
- 7. září
  - Ilja Hurník, český hudební skladatel (* 25. listopadu 1922)
  - Fred Katz, americký violoncellista (* 25. února 1919)
- 11. září – Jimmy Fontana, italský zpěvák (* 13. listopadu 1934)
- 12. září – Tony Škrášek, český zpěvák
- 15. září – Jackie Lomax, britský kytarista (* 10. května 1944)
- 16. září
  - Jimmy Ponder, americký jazzový kytarista (* 10. května 1946)
  - Mac Curtis, americký hudebník (* 16. ledna 1939)
- 17. září
  - Bernie McGann, australský jazzový saxofonista (* 22. června 1937)
  - Marvin Rainwater, americký zpěvák (* 2. července 1925)
- 18. září
  - Lindsay Cooper, britská hobojistka a fagotistka (* 3. března 1951)
  - Lisa Otto, německá operní pěvkyně (* 14. listopadu 1919)
- 21. září – Roman Vlad, italský hudební skladatel a klavírista (* 29. prosince 1919)
- 23. září
  - Gia Maione, americká zpěvačka (* 20. května 1941)
  - Paul Kuhn, německý jazzový hudebník (* 12. března 1928)
  - Rex Hobcroft, australský klavírista (* 12. května 1925)
- 24. září – Sverre Bruland, norský trumpetista (* 2. února 1923)
- 25. září – Billy Mure, americký kytarista (* 4. listopadu 1915)
- 27. září – Oscar Castro-Neves, brazilský kytarista (* 15. května 1940)
- 1. října – Zdeněk Rytíř, český textař a hudebník (* 11. dubna 1944)
- 2. října – Kaare Ørnung, norský klavírista (* 26. ledna 1931)
- 3. října – Frank D'Rone, americký jazzový zpěvák (* 26. dubna 1932)
- 4. října – Akira Miyoshi, italský hudební skladatel (* 10. ledna 1933)
- 5. října – Butch Warren, americký jazzový kontrabasista (* 9. srpna 1939)
- 8. října – Philip Chevron, irský hudebník (* 17. června 1957)
- 10. října – Cal Smith, americký zpěvák a kytarista (* 7. dubna 1932)
- 13. října
  - Tommy Whittle, britský jazzový saxofonista (* 13. října 1926)
  - Bob Greene, americký jazzový klavírista (* 4. září 1922)
- 15. října
  - Donald Bailey, americký jazzový bubeník (* 26. března 1933)
  - Gloria Lynne, americká jazzová zpěvačka (* 23. listopadu 1931)
- 17. října – Howard Brofsky, americký jazzový trumpetista (* 2. května 1927)
- 19. října
  - Ronald Shannon Jackson, americký jazzový bubeník (* 12. ledna 1940)
  - John Bergamo, americký perkusionista (* 28. května 1940)
  - Mahmoud Zoufonoun, íránský hudebník (* 1. ledna 1920)
- 20. října – Dick Morgan, americký jazzový klavírista (* 5. července 1929)
- 23. října – Gypie Mayo, britský kytarista (* 24. července 1951)
- 24. října
  - Toto Blanke, německý jazzový kytarista (* 16. září 1936)
  - Manolo Escobar, španělský zpěvák (* 19. října 1931)
  - Manna Dey, indický zpěvák (* 1. května 1919)
- 26. října
  - Frank Tribble, americký jazzový kytarista (* 1949)
  - Roger Asselberghs, belgický jazzový saxofonista a klarinetista (* 13. května 1925)
- 27. října – Lou Reed, americký rockový zpěvák a kytarista (* 2. března 1942)
- 28. října – Ferdinand Havlík, český klarinetista (* 17. června 1928)
- 30. října
  - Frank Wess, americký jazzový saxofonista a flétnista (* 4. ledna 1922)
  - Pete Haycock, britský zpěvák a kytarista (* 4. března 1951)
- 31. října – Bobby Parker, americký bluesový kytarista a zpěvák (* 31. srpna 1937)
- 9. listopadu – Kalaparusha Maurice McIntyre, americký jazzový saxofonista (* 24. března 1936)
- 12. listopadu – John Tavener, britský hudební skladatel (* 28. ledna 1944)
- 20. listopadu – Pavel Bobek, český zpěvák (* 16. září 1937)
- 21. listopadu – Bernard Parmegiani, francouzský hudební skladatel (* 27. října 1927)
- 23. listopadu – Ricky Wellman, americký jazzový bubeník (* 11. dubna 1956)
- 25. listopadu – Chico Hamilton, americký jazzový bubeník (* 21. září 1921)
- 26. listopadu – Arik Einstein, izraelský zpěvák (* 3. ledna 1939)
- 29. listopadu – Oliver Cheatham, americký zpěvák (* 24. února 1948)
- 30. listopadu – Tabu Ley Rochereau, africký hudebník (* 13. listopadu 1937)
- 1. prosince – Richard Coughlan, britský bubeník (* 2. září 1947)
- 2. prosince – Junior Murvin, jamajský zpěvák (* 1946)
- 6. prosince
  - Stan Tracey, britský jazzový klavírista (* 30. prosince 1926)
  - Tom Krause, finský operní pěvec (* 5. července 1934)
- 7. prosince – Chick Willis, americký bluesový zpěvák a kytarista (* 24. září 1934)
- 8. prosince – Sándor Szokolay, maďarský hudební skladatel (* 30. března 1931)
- 10. prosince
  - Jim Hall, americký jazzový kytarista (* 4. prosince 1930)
  - Jimmy Amadie, americký jazzový klavírista (* 5. ledna 1937)
- 12. prosince – Zbigniew Karkowski, polský hudebník (* 14. března 1958)
- 16. prosince
  - Ray Price, americký zpěvák (* 12. ledna 1926)
  - Lubomír Dorůžka, český muzikolog (* 18. března 1924)
- 19. prosince – Herb Geller, americký jazzový saxofonista (* 2. listopadu 1928)
- 20. prosince
  - Lord Infamous, americký rapper (* 17. listopadu 1973)
  - David Richards, britský hudební producent (* 1956)
- 21. prosince – Björn J:son Lindh, švédský hudebník a hudební skladatel (* 25. října 1944)
- 22. prosince – Trigger Alpert, americký jazzový kontrabasista (* 3. září 1916)
- 23. prosince
  - Yusef Lateef, americký jazzový saxofonista a flétnista (* 9. října 1920)
  - Ricky Lawson, americký bubeník (* 1954)
- 26. prosince
  - Boyd Lee Dunlop, americký jazzový klavírista (* 20. června 1926)
  - Igor Vavrda, český hudebník (* 6. listopadu 1948)
- 28. prosince – Dwayne Burno, americký jazzový kontrabasista (* 10. června 1970)
- 29. prosince
  - Wojciech Kilar, polský hudební skladatel (* 17. července 1932)
  - Benjamin Curtis, americký rockový kytarista (* 23. září 1978)
- 31. prosince – Roberto Ciotti, italský zpěvák a kytarista (* 20. února 1953)